# Paecilomyces
Paecilomyces é um género de fungos nematófagos que matam nemátodes por patogénese. Por esta razão, estes fungos podem ser usados como bionematicidas por aplicação no solo.